# Група армій «Північ»
Група армій «Північ» (нім. Heeresgruppe Nord) — оперативно-стратегічне угрупування військ нацистської Німеччини під час Другої світової війни на північний частині Східної Європи в 1939–1945 роках.

## Хронологія

### 1939
З 1 вересня по 5 жовтня вторгнення до Польщі разом з групою армій Рундштета − Польська кампанія.
По закінченні Польської кампанії переформована та переведена на Західноєвропейський театр воєнних дій. 10 жовтня перейменована на Групу армій «B».

### 1941
Знову створена 20 червня. Разом з групами армій «Центр» та «Південь» брала участь в плані «Барбаросса». Завдання групи армій «Північ» − захват Прибалтики та Ленінграду.
З вересня 1941, разом з Військовими Силами Фінляндії − Блокада Ленінграда

### 1942
23 серпня початок операції «Північне сяйво»

### 1944
Прибалтійська операція (1944)
- Битва за Нарву (1944)
- Талліннська операція

### 1945
25 січня перейменована в Групу армій «Курляндія», назва залишилася переформованій Групі армій «Центр».

## Командувачі
- 27 серпня 1939 − генерал-фельдмаршал Федор фон Бок
- 20 червня 1941 − генерал-фельдмаршал Вільгельм Ріттер фон Лееб
- 17 січня 1942 − генерал-фельдмаршал Георг фон Кюхлер
- 9 січня 1944 − генерал-фельдмаршал Вальтер Модель
- 30 березня 1944 − генерал-полковник Георг Ліндеман
- 4 липня 1944 − генерал-полковник Ганс Фріснер
- 23 липня 1944 − генерал-полковник Фердинанд Шернер
- 15 січня 1945 − генерал-полковник Лотар Рендуліч
- 12 березня 1945 − генерал-полковник Вальтер Вайс